# Lacharčana
La Lacharčana (in russo Лахарчана?) è un fiume della Russia siberiana orientale (Repubblica Autonoma della Sacha-Jacuzia), affluente di sinistra del Viljuj.
Nasce e scorre nella sezione sudorientale dell'altopiano del Viljuj, sfociando successivamente nel Viljuj nel suo alto corso, a 1 831 km dalla foce. I maggiori tributari sono i fiumi Chachsyk (204 km) dalla destra idrografica, Bëtërë (124 km) dalla sinistra.
Il fiume non incontra centri urbani in tutto il suo corso; come tutti i corsi d'acqua del bacino è gelato, mediamente, da metà ottobre a fine maggio.